# Enoplognatha monstrabilis
Enoplognatha monstrabilis är en spindelart som beskrevs av Yuri M. Marusik och Dmitri Viktorovich Logunov 2002. Enoplognatha monstrabilis ingår i släktet Enoplognatha och familjen klotspindlar. Inga underarter finns listade i Catalogue of Life.